# Eleccions generals d'Irlanda del Nord de 2022
Les eleccions generals d'Irlanda del Nord de 2022 se celebraren el 5 de maig de 2022. Triaren els 90 membres de l'Assemblea d’Irlanda del Nord, i foren les setenes eleccions des de l’establiment de l’assemblea l’any 1998. La celebració d’aquestes eleccions es realitzà tres mesos després del col·lapse de l’Executiu d’Irlanda del Nord a causa de la dimissió del Primer Ministre, Paul Givan (DUP), com a protesta contra el Protocol d’Irlanda del Nord.
En les eleccions de 2017, huit partits obtingueren representants en l’assemblea legislativa: el Partit Unionista Democràtic, Sinn Féin, el Partit Unionista d’Ulster, el Partit Socialdemòcrata i Laborista, el Partit de l’Aliança, els Verds, El Poble Ababns que el Benefici, i la Veu Unionista Tradicional.
En aquestes eleccions, Sinn Féin esdevingué el partit més gran, sent la primera vegada que un partit nacionalista/republicà quedava primer en vots i escons en una elecció a Irlanda del Nord i que, per tant, la primera vegada que tenia dret a nominar una Primer Ministra nacionalista. El percentatge de vot del DUP, principal partit unionista, caigué quasi un 7% i tres escons, malgrat això, els partits unionistes guanyaren dos escons més que els nacionalistes (37 escons enfront de 35) i un avantatge en percentatge de vot mínim. Aliança també feu grans guanys, superant el UUP i el SDLP i esdevindre el tercer partit en l’Assemblea. Els Verds perderen ambdós escons que havien guanyat en 2017 i es quedaren fora de l’Assemblea per primera vegada des de l’any 2003.
Com el govern d’Irlanda del Nord està fonamentat en compartit el pdoer entre nacionalistes i unionistes, el DUP (com a el partit unionista més gran) ha de nominar a un Viceprimer Ministre perquè l’executiu es puga formar, tanmateix, argumenten que no ho faran fins que se solucionen els diferents problemes, segons el seu punt de vista, existents en el Protocol d’Irlanda del Nord.

## Antecedents

### Context
El mes de maig de 2013, Theresa Villers, Secretària d’Estat per a Irlanda del Nord, anuncià que la propera elecció a l’Assemble es posposaria al mes de maig de 2016, i que se celebrarien les eleccions cada 5 anys des d’aleshores. La secció 7 de l’Acta de 2014 d’Irlanda del Nord (Provisions Diverses) especifica que les eleccions s'han de celebrar el primer dimarts de maig del cinqué any després de les últimes eleccions. Aquesta data seria el 5 de maig de 2022, tanmateix, hi existeixen diferents circumstàncies en les quals l’Assemblea es pot dissoldre abans de la data programada en conformitat amb la secció 31 de l’Acta d’Irlanda del Nord de 1998.
El mes de juny de 2016, el Regne Unit votà a favor d’eixir de la Unió Europea, encara que Irlanda del Nord votà per romandre-hi. El procés d’eixida tingué una incertesa particular a Irlanda del Nord a causa de les duanes potencials en la frontera entre Irlanda i el Regne Unit. Mentrestant, se celebraren unes eleccions generals a Irlanda del Nord anticipades en març de 2017. Després de l’elecció, Sinn Féin declarà que no entraria en un acord de coalició amb el DUP sense canvis significatius en els plantejaments del partit, incloent-hi que Arlene Foster no esdevinguera Primera Ministra fins que la investigació sobre l’escàndol de corrupció del sistema d’incentius del sistema de calefacció estiguera completa. Durant els següents anys, el termini per a formar un executiu s'anava ampliant successivament mentre les negociacions entre les forces continuaven fracassant.
El 18 d’abril de 2017, Theresa May, Primera Ministra del Regne Unit, convocà eleccions generals per celebrar-les el 8 de juny d’aquest mateix any. El Partit Conservador pergué la seua majoria absoluta a la cambra i signà un acord de confiança i suport amb el DUP per mantindre’s en el govern.
L’any 2019, el Regne Unit patí una inestabilitat política significativa al voltant de com procedir amb el Brexit. Les eleccions al Parlament Europeu de maig de 2019 significaren que el Partit de l’Aliança aconseguí el tercer eurodiputat d’Irlanda del Nord a costa del Partit Unionista de l’Ulster (UUP). El suport del DUP al govern conservador es trencà amb els desacords sobre els plans governamentals del Brexit. Llavors, els conservadors convocaren eleccions, celebrades el mes de desembre de 2019, que guanyaren amb una gran majoria. A Irlanda del Nord, per primera vegada, els partits nacionalistes irlandesos tradicionals guanyaren més escons que els unionistes trandicionals, el SDLP i l’Aliança tornaren a la Cambra dels Comuns mentre que el DUP i Sinn Féin perderen més de 5 punts percentuals.
El govern entre DUP i Sinn Féin es restablí el 10 de gener de 2020 amb l’acord «Nova Dècada, Nova Aproximació», evitaven així unes eleccions immediates. A finals de Febrer de 2020, es confirmà l’arribada del virus Covid-19 a Irlanda del Nord.

### Canvis en els lideratges
El 28 d’abril de 2021, Arlene Foster anuncià que dimitiria com a líder del DUP el 28 de maig i com a Primera Ministra el mes de juny de 2021 després que 20 diputats de l’Assemblea i 4 diputats de Westminster del partit signaren una carta on expressaven no tindre confiança en el seu liderage. Edwin Poots guanyà, per poc, l’elecció del lideratge del DUP de maig de 2021, però anuncià la seua dimissió 21 dies després. Qui fou segon en les primàries del partit de maig, Jeffrey Donaldson, fou l’únic en presentar-se en les primàries de juny i el partit decidií no celebrar cap votació. Donaldson va ser ratificat com a líder del partit el 30 de juny de 2021. Mentrestant, després que Poots triara no substituir a Foster com a Primera Ministra, va ser Paul Givan qui assumira el càrrec el 17 de juny de 2021.
Per una altra banda, Steve Aiken va anunciar la seua dimissió com a líder del UUP el 8 de maig de 2021, i seria Doug Beattle qui assumiria el lideratge del partit 9 dies després en presentar-se sense cap oposició.

### Protocol d’Irlanda del Nord
El protocol d’Irlanda del Nord és un protocol dintre de l’Acord de retirada del Regne Unit de la Unió Europea que gestiona les qüestions sobre duanes i immigració en la frontera a l’illa d’Irlanda entre el Regne Unit i la Unió Europea, i alguns aspectes sobre el comerç de béns entre Irlanda del Nord i la resta del Regne Unit. Els seus termes foren negociats l’any 2019 i acordats i conclosos el mes de desembre de 2020. A causa del conflicte nord-irlandés, la frontera entre el Regne Unit i Irlanda ha tingut un estatus especial des de la fi del conflicte amb l’acord de Belfast en l’any 1998. Com a part del procés de pau, la frontera ha sigut pràcticament invisible, sense cap barrera física o controls de duanes en tots els passos fronterers. Aquest acord havia sigut possible perquè ambdós països eren membres del Mercat Únic Europeu i de la Unió Duanera de la Unió Europea, i la seua Common Travel Area.
El DUP amenaçà en eixir del govern de coalició el 9 de setembre de 2021, per provocar, així, l’avançament electoral, si no es descartava el Protocol. Donaldson avisà: «No ho dic com a amenaça sinó com una cosa de la realitat política, les nostres institucions no sobreviuran al fracàs de resoldre els problemes que el Protocol ha creat». La següent setmana, Colum Eastwood, líder del SDLP, acusà el DUP de tindre una actitud infantil i va demanar l’aprovació d’una llei per evitar un avançament electoral. Contà als companys qeue «el delicat equilibri constitucional» a Irlanda del Nord era «massa fràgil perquè la gent hi jugara jocs».
El 3 de febrer de 2022, Givan dimití com a Primer Ministre en protesta pel protocol, cosa que va resultar automàticament en la caiguda de l’Executiu d’Irlanda del Nord. El diputat conservador Jacob Rees-Mogg digué que el govern britànic reformaria el protocol si no ho feia la UE, mentre que es va informar que Westminster estava planejant nova legislació que donaria als ministres poders per abolir el protocol.En un míting a Ballymena el 30 d’abril, Jim Allister, líder del TUV, digué que l’Executiu no tornaria fins que s'eliminara el Protocol.

### Demandes per a unes eleccions avançades
Després de la caiguda de l’Executiu, Sinn Féin i DUP demanaren la celebració d’unes eleccions, però el UUP, SDLP i l’Aliança s'oposaren a la idea. El secretari d’Irlanda del Nord, Brandon Lewis, descartà unes eleccions avançades, dient que la prioritat era que l’Assemblea tornara al seu funcionament normal. Dues setmanes després, tanmateix, va dir que era un risc real que l’Executiu no tornara després de les eleccions.

### Resultats possibles
Abans de les eleccions, els partits, comentadors i els mitjans de comunicació havien apuntat la possibilitat que un partit nacionalista, Sinn Féin, guanyara les eleccions per primera vegada. En aquest cas, sota l’Acord de Sant Andreu de 2006, Sinn Féin tindria el dret de nominar a un Primer Ministre malgrat que el bloc unionista fora el més gran. El resultat destacat en les enquestes de l’Aliança, que defuig del sectarisme entre catòlics i protestants, també presentaria un repte a la natura constitucional de l’Assemblea, perquè si esdevenien el segon partit, seria molt poc probable que tingueren el dret a nominar un viceprimer ministre, ja que el dret a la nominació està reservat al partit més gran de la designació més gran que no ha nomenat al Primer Ministre.

## Candidats
Un total de 239 candidats i candidates es presentaren per un del 90 escons dispoinibles de l''Assemblea, un increment respecte dels 228 de 2016. 87 dones es presentaren en aquestes eleccions, el nombre més alt en tota la història. Els escons estaven repartits entre 18 circumscripcions, cadascuna en repartia 5, i l'elecció es realitzà mitjançant el vot únic transferible.
La següent taula indica tota persona candidata nominada:
* indica que és eixint.
** indica que és eixint d'una circumscripció diferent.
^ indica que, sent membre passat de l'Assemblea, no ho era en el moment de la dissolució.
En negreta s'assenyalen les persones líders dels partits.
Amb (E) s'assenyalen les persones candidates electes.
| Circumscripció             | DUP                                                  | SF                                                                       | SDLP                                                    | UUP                               | Aliança                                 | TUV                                  | Verds             | PBP                | Aontú              | Independent                                                             | Altres                                        |  |  |                                       |
| -------------------------- | ---------------------------------------------------- | ------------------------------------------------------------------------ | ------------------------------------------------------- | --------------------------------- | --------------------------------------- | ------------------------------------ | ----------------- | ------------------ | ------------------ | ----------------------------------------------------------------------- | --------------------------------------------- |  |  | ------------------------------------- |
| Circumscripció             | Belfast East                                         | David Brooks (E) Joanne Bunting* (E)                                     | Mairéad O'Donnell                                       | Charlotte Carson                  | Andy Allen* (E) Lauren Kerr             | Naomi Long* (E) Peter McReynolds (E) | John Ross         | Brian Smyth        | Hannah Kenny       | Independent                                                             | Altres                                        |  |  | Karl Bennett (PUP) Eoin MacNeill (WP) |
| Belfast North              | Phillip Brett (E) Brian Kingston (E)                 | Gerry Kelly* (E) Carál Ní Chuilín* (E)                                   | Nichola Mallon*                                         | Julie-Anne Corr-Johnston          | Nuala McAllister (E)                    | Ron McDowell                         | Mal O'Hara        | Fiona Ferguson     | Seán Mac Niocaill  | Stafford Ward                                                           | Billy Hutchinson^ (PUP) Lily Kerr (WP)        |  |  |                                       |
| Belfast South              | Edwin Poots* (E)                                     | Deirdre Hargey* (E)                                                      | Matthew O'Toole* (E) Elsie Trainor                      | Stephen McCarthy                  | Paula Bradshaw* (E) Kate Nicholl (E)    | Andrew Girvin                        | Clare Bailey*     | Sipho Sibanda      | Luke McCann        | Elly Odhiambo                                                           | Paddy Lynn (WP) Neil Moore (SP)               |  |  |                                       |
| Belfast West               | Frank McCoubrey                                      | Danny Baker (E) Órlaithí Flynn* (E) Aisling Reilly* (E) Pat Sheehan* (E) | Paul Doherty                                            | Linsey Gibson                     | Donnamarie Higgins                      | Jordan Doran                         | Stevie Maginn     | Gerry Carroll* (E) | Gerard Herdman     | Gerard Burns Declan Hill Tony Mallon                                    | Patrick Crossan (WP) Dan Murphy (IRSP)        |  |  |                                       |
| East Antrim                | David Hilditch* (E) Gordon Lyons* (E)                | Oliver McMullan^                                                         | Siobhán McAlister                                       | John Stewart* (E) Roy Beggs Jr*   | Stewart Dickson* (E) Danny Donnelly (E) | Norman Boyd^                         | Mark Bailey       |                    |                    |                                                                         |                                               |  |  |                                       |
| East Londonderry           | Maurice Bradley* (E) Alan Robinson (E)               | Caoimhe Archibald* (E) Kathleen McGurk                                   | Cara Hunter* (E)                                        | Darryl Wilson                     | Chris McCaw                             | Jordan Armstrong                     | Mark Coulson      | Amy Merron         | Gemma Brolly       | Claire Sugden* (Ind U) (E) Niall Murphy Stephanie Quigley Billy Stewart | Russell Watton (PUP)                          |  |  |                                       |
| Fermanagh and South Tyrone | Deborah Erskine* (E) Paul Bell                       | Jemma Dolan* (E) Colm Gildernew* (E) Áine Murphy* (E)                    | Adam Gannon                                             | Tom Elliott^ (E) Rosemary Barton* | Matthew Beaumont                        | Alex Elliott                         | Kellie Turtle     | Emmett Kilpatrick  | Denise Mullen      | Derek Backhouse Emma DeSouza                                            | Donal O'Cofaigh (CCLA)                        |  |  |                                       |
| Foyle                      | Gary Middleton* (E)                                  | Pádraig Delargy* (E) Ciara Ferguson* (E)                                 | Mark H. Durkan (E) Sinead McLaughlin* (E) Brian Tierney | Ryan McCready                     | Rachael Ferguson                        | Elizabeth Neely                      | Gillian Hamilton  | Shaun Harkin       | Emmet Doyle        | Anne McCloskey                                                          | Colly McLaughlin (IRSP)                       |  |  |                                       |
| Lagan Valley               | Jeffrey Donaldson^ (E) Paul Givan* (E)               | Gary McCleave                                                            | Pat Catney*                                             | Robbie Butler* (E) Laura Turner   | Sorcha Eastwood (E) David Honeyford (E) | Lorna Smyth                          | Simon Lee         | Amanda Doherty     |                    | Gary Hynds                                                              |                                               |  |  |                                       |
| Mid Ulster                 | Keith Buchanan* (E)                                  | Linda Dillon* (E) Michelle O'Neill* (E) Emma Sheerin* (E)                | Patsy McGlone* (E)                                      | Meta Graham                       | Claire Hackett                          | Glenn Moore                          | Stefan Taylor     | Sophia McFeely     | Alixandra Halliday | Patrick Haughey                                                         | Conor Rafferty (Resume NI) Hugh Scullion (WP) |  |  |                                       |
| Newry and Armagh           | William Irwin* (E)                                   | Cathal Boylan* (E) Liz Kimmins* (E) Conor Murphy* (E)                    | Justin McNulty* (E)                                     | David Taylor                      | Jackie Coade                            | Keith Ratcliffe                      | Ciara Henry       |                    | Daniel Connolly    | Gavin Malone                                                            | Nicola Grant (WP)                             |  |  |                                       |
| North Antrim               | Paul Frew* (E) Mervyn Storey*                        | Philip McGuigan* (E)                                                     | Eugene Reid                                             | Robin Swann* (E) Bethany Ferris   | Patricia O'Lynn (E)                     | Jim Allister* (E) Matthew Armstrong  | Paul Veronica     |                    |                    | Laird Shingleton                                                        |                                               |  |  |                                       |
| North Down                 | Stephen Dunne* (E) Jennifer Gilmour                  | Thérèse McCartney                                                        | Déirdre Vaughan                                         | Alan Chambers* (E) Naomi McBurney | Connie Egan (E) Andrew Muir* (E)        | John Gordon                          | Rachel Woods*     |                    |                    | Alex Easton* (Ind U) (E) Chris Carter Ray McKimm                        | Matthew Robinson (Con)                        |  |  |                                       |
| South Antrim               | Pam Cameron* (E) Trevor Clarke* (E)                  | Declan Kearney* (E)                                                      | Roisin Lynch                                            | Steve Aiken* (E) Paul Michael     | John Blair* (E)                         | Mel Lucas                            | Lesley Veronica   | Jerry Maguire      | Róisín Bennett     | Andrew Moran                                                            |                                               |  |  |                                       |
| South Down                 | Diane Forsythe (E)                                   | Sinéad Ennis* (E) Cathy Mason (E)                                        | Colin McGrath* (E) Karen McKevitt^                      | Jill Macauley                     | Patrick Brown (E)                       | Harold McKee^                        | Noeleen Lynch     | Paul McCrory       | Rosemary McGlone   | Patrick Clarke                                                          |                                               |  |  |                                       |
| Strangford                 | Harry Harvey* (E) Michelle McIlveen* (E) Peter Weir* | Róisé McGivern                                                           | Conor Houston                                           | Mike Nesbitt* (E) Philip Smith^   | Kellie Armstrong* (E) Nick Mathison (E) | Stephen Cooper                       | Maurice Macartney |                    |                    | Ben King                                                                |                                               |  |  |                                       |
| Upper Bann                 | Jonathan Buckley (E) Diane Dodds* (E)                | John O'Dowd* (E) Liam Mackle                                             | Dolores Kelly*                                          | Doug Beattie* (E) Glenn Barr      | Eóin Tennyson (E)                       | Darrin Foster                        | Lauren Kendall    |                    | Aidan Gribbin      |                                                                         | Glenn Beattie (Heritage)                      |  |  |                                       |
| West Tyrone                | Tom Buchanan* (E)                                    | Nicola Brogan* (E) Declan McAleer* (E) Maolíosa McHugh* (E)              | Daniel McCrossan* (E)                                   | Ian Marshall                      | Stephen Donnelly                        | Trevor Clarke                        | Susan Glass       | Carol Gallagher    | James Hope         | Barry Brown Paul Gallagher                                              | Amy Ferguson (SP)                             |  |  |                                       |

## Campanya
La campanya de Sinn Féin evità parlar d'una Irlanda unida, en canvi, es va centrar en temes “quotidians”. Per exemple, Sinn Féin proclamà un pagament de 230£ per ajudar a la població a fer front al cost de la vida. La campanya del Partit Social Democràtic i Laborista fou, aparentment, difícil. Finalment, Aontú fou l'únic partit nacionalista en fer campanya amb un programa antiavortament.
El DUP centrà la seua campanya en la seua oposició al Protocol d'Irlanda del Nord i la perspectiva d'un futur referèndum sobre la unitat irlandesa en cas d'una victòria de Sinn Féin. El TUV defensa que la seua màxima prioritat” era oposar-se al Protocol d'Irlanda del Nord, endemés, reberen un grapat d'exmembres del DUP. En contrast, el líderl de l'UUP, Doug Beattie, deia que una Irlanda unida no anava a passar en la seua vida o en la vida dels seus fills, llavors, es podia deixar de banda el tema per concentrar-se en els temes que afectaven a la vida quotidiana. Els tres líders unionistes anaren a un conjunt de mítings en contra del protocol, tanmateix, Beattie, el mes de maç, malgrat que continuava oposant-se al Protocol, anuncià que deixaria d'acudir-hi. Beattie digué que havien sigut secrestats per lleialistes amb l'objectiu d'augmentar les tensions. Posteriorment, la seua oficina del districte en Portadown va ser atacada.
El Partit de l'Aliança advocava per reformar les institucions de Stormont per eliminar el sistema de designació i evitar un “cicle del col·lapse. També advocava per reformar la sanitat i per la introducció d'un esquema de pagaments de la xicalla per donar suport a la població amb el cost de vida.
El Partit Verd es comprometré per l'establiment de la carta de reis, per crear una Agència de Protecció Mediambiental independent, i per implantar un control sobre els lloguers. El programa electoral de People Before Profit va prometre 1000£ per ajudar a lidiar amb el cost de vida.
Els debats televisats se celebraren l'1 i el 3 de Maig.
| Data      | Organitzadors            | Moderador       | DUP         | SF        | SDLP         | UUP         | Alliance  | Audiència | Ref.   |            |           |        |    |        |
| --------- | ------------------------ | --------------- | ----------- | --------- | ------------ | ----------- | --------- | --------- | ------ | ---------- | --------- | ------ | -- | ------ |
| Data      | Organitzadors            | Moderador       | 1 de maig   | UTV       | Marc Mallett | P Donaldson | P O'Neill | Audiència | Ref.   | P Eastwood | P Beattie | P Long | Sí | [ 58 ] |
| 3 de maig | BBC One Northern Ireland | Jim Fitzpatrick | P Donaldson | P O'Neill | P Eastwood   | P Beattie   | P Long    | Sí        | [ 59 ] |            |           |        |    |        |

## Enquestes d'opinió
| Període de realització   | Empresa demoscòpica                                            | Client                                                         | Grandària de la mostra                                         | DUP U                                                          | SF N                                                           | UUP U                                                          | SDLP N                                                         | APNI O                                                         | TUV U                                                          | Verds O                                                        | PBP O                                                          | Aontú N                                                        | Altres                                                         |       |      |      |      |      |      |
| ------------------------ | -------------------------------------------------------------- | -------------------------------------------------------------- | -------------------------------------------------------------- | -------------------------------------------------------------- | -------------------------------------------------------------- | -------------------------------------------------------------- | -------------------------------------------------------------- | -------------------------------------------------------------- | -------------------------------------------------------------- | -------------------------------------------------------------- | -------------------------------------------------------------- | -------------------------------------------------------------- | -------------------------------------------------------------- | ----- | ---- | ---- | ---- | ---- | ---- |
| Període de realització   | Empresa demoscòpica                                            | Client                                                         | Grandària de la mostra                                         | DUP U                                                          | 5 maig 2022                                                    | Eleccions generals de 2022                                     | –                                                              | –                                                              | 21,3%                                                          | 29,0%                                                          | 11,2%                                                          | 9,1%                                                           | Altres                                                         | 13,5% | 7,9% | 1,9% | 1,1% | 1,5% | 3,5% |
| 16 a 26 abril 2022       | Social Market Research                                         | University of Liverpool/Irish News                             | 1.270                                                          | 18,2%                                                          | 26,6%                                                          | 12,1%                                                          | 10,5%                                                          | 18,2%                                                          | 5,7%                                                           | 2,9%                                                           | 2,1%                                                           |                                                                |                                                                |       |      |      |      |      |      |
| 22.a 24 abril 2022       | LucidTalk                                                      | Belfast Telegraph                                              | 1.708                                                          | 20%                                                            | 26%                                                            | 14%                                                            | 10%                                                            | 14%                                                            | 9%                                                             | 3%                                                             | 2%                                                             | TBD                                                            | 2%                                                             |       |      |      |      |      |      |
| 11 a 26 març 2022        | Social Market Research                                         | University of Liverpool/Irish News                             | 1.000                                                          | 20,2%                                                          | 27,0%                                                          | 13,6%                                                          | 10,2%                                                          | 14,7%                                                          | 5,4%                                                           | 4,3%                                                           | 2,1%                                                           | 0,3%                                                           | 2,2%                                                           |       |      |      |      |      |      |
| 18 a 21 març 2022        | LucidTalk                                                      | Belfast Telegraph                                              | 3.281                                                          | 19%                                                            | 26%                                                            | 13%                                                            | 11%                                                            | 16%                                                            | 9%                                                             | 2%                                                             | 2%                                                             | 0%                                                             | 2%                                                             |       |      |      |      |      |      |
| 25 gener a 7 febrer 2022 | Social Market Research Arxivat 2022-05-30 a Wayback Machine.   | University of Liverpool/Irish News                             | 1.002                                                          | 19.4%                                                          | 23.2%                                                          | 14.0%                                                          | 9.9%                                                           | 15.6%                                                          | 6.4%                                                           | 6.3%                                                           | 2.3%                                                           | 0.3%                                                           | 2.6%                                                           |       |      |      |      |      |      |
| 3 febrer 2022            | Paul Givan dimiteix com a Primer Ministre                      | Paul Givan dimiteix com a Primer Ministre                      | Paul Givan dimiteix com a Primer Ministre                      | Paul Givan dimiteix com a Primer Ministre                      | Paul Givan dimiteix com a Primer Ministre                      | Paul Givan dimiteix com a Primer Ministre                      | Paul Givan dimiteix com a Primer Ministre                      | Paul Givan dimiteix com a Primer Ministre                      | Paul Givan dimiteix com a Primer Ministre                      | Paul Givan dimiteix com a Primer Ministre                      | Paul Givan dimiteix com a Primer Ministre                      | Paul Givan dimiteix com a Primer Ministre                      | Paul Givan dimiteix com a Primer Ministre                      |       |      |      |      |      |      |
| 14 a 17 gener 2022       | LucidTalk                                                      | Belfast Telegraph                                              | 3.112                                                          | 17%                                                            | 25%                                                            | 14%                                                            | 11%                                                            | 14%                                                            | 12%                                                            | 3%                                                             | 1%                                                             | 1%                                                             | 2%                                                             |       |      |      |      |      |      |
| 5 a 11 novembre 2021     | LucidTalk                                                      | Belfast Telegraph                                              | 3.298                                                          | 18%                                                            | 24%                                                            | 14%                                                            | 12%                                                            | 15%                                                            | 11%                                                            | 2%                                                             | 2%                                                             | 0%                                                             | 2%                                                             |       |      |      |      |      |      |
| 21 a 29 octubre 2021     | Social Market Research                                         | University of Liverpool                                        | 1.002                                                          | 20,6%                                                          | 23,5%                                                          | 13,0%                                                          | 11,4%                                                          | 17,3%                                                          | 5,6%                                                           | 3,9%                                                           | 1,0%                                                           | 0,7%                                                           | 2,4%                                                           |       |      |      |      |      |      |
| 20 a 23 agost 2021       | LucidTalk                                                      | Belfast Telegraph                                              | 2.403                                                          | 13%                                                            | 25%                                                            | 16%                                                            | 13%                                                            | 13%                                                            | 14%                                                            | 2%                                                             | 2%                                                             | 0%                                                             | 2%                                                             |       |      |      |      |      |      |
| 30 juny 2021             | Jeffrey Donaldson esdevé líder del Partit Unionista Democratic | Jeffrey Donaldson esdevé líder del Partit Unionista Democratic | Jeffrey Donaldson esdevé líder del Partit Unionista Democratic | Jeffrey Donaldson esdevé líder del Partit Unionista Democratic | Jeffrey Donaldson esdevé líder del Partit Unionista Democratic | Jeffrey Donaldson esdevé líder del Partit Unionista Democratic | Jeffrey Donaldson esdevé líder del Partit Unionista Democratic | Jeffrey Donaldson esdevé líder del Partit Unionista Democratic | Jeffrey Donaldson esdevé líder del Partit Unionista Democratic | Jeffrey Donaldson esdevé líder del Partit Unionista Democratic | Jeffrey Donaldson esdevé líder del Partit Unionista Democratic | Jeffrey Donaldson esdevé líder del Partit Unionista Democratic | Jeffrey Donaldson esdevé líder del Partit Unionista Democratic |       |      |      |      |      |      |
| 17 juny 2021             | Paul Givan esdevé Primer Ministre                              | Paul Givan esdevé Primer Ministre                              | Paul Givan esdevé Primer Ministre                              | Paul Givan esdevé Primer Ministre                              | Paul Givan esdevé Primer Ministre                              | Paul Givan esdevé Primer Ministre                              | Paul Givan esdevé Primer Ministre                              | Paul Givan esdevé Primer Ministre                              | Paul Givan esdevé Primer Ministre                              | Paul Givan esdevé Primer Ministre                              | Paul Givan esdevé Primer Ministre                              | Paul Givan esdevé Primer Ministre                              | Paul Givan esdevé Primer Ministre                              |       |      |      |      |      |      |
| 17 maig 2021             | Doug Beattie és triat líder del Partit Unionista de l'Ulster   | Doug Beattie és triat líder del Partit Unionista de l'Ulster   | Doug Beattie és triat líder del Partit Unionista de l'Ulster   | Doug Beattie és triat líder del Partit Unionista de l'Ulster   | Doug Beattie és triat líder del Partit Unionista de l'Ulster   | Doug Beattie és triat líder del Partit Unionista de l'Ulster   | Doug Beattie és triat líder del Partit Unionista de l'Ulster   | Doug Beattie és triat líder del Partit Unionista de l'Ulster   | Doug Beattie és triat líder del Partit Unionista de l'Ulster   | Doug Beattie és triat líder del Partit Unionista de l'Ulster   | Doug Beattie és triat líder del Partit Unionista de l'Ulster   | Doug Beattie és triat líder del Partit Unionista de l'Ulster   | Doug Beattie és triat líder del Partit Unionista de l'Ulster   |       |      |      |      |      |      |
| 14 a 17 maig 2021        | LucidTalk                                                      | Belfast Telegraph                                              | 3.072                                                          | 16%                                                            | 25%                                                            | 14%                                                            | 12%                                                            | 16%                                                            | 11%                                                            | 2%                                                             | 2%                                                             | 0%                                                             | 2%                                                             |       |      |      |      |      |      |
| 14 maig 2021             | Edwin Poots és triat líder del Partit Unionista Democratic     | Edwin Poots és triat líder del Partit Unionista Democratic     | Edwin Poots és triat líder del Partit Unionista Democratic     | Edwin Poots és triat líder del Partit Unionista Democratic     | Edwin Poots és triat líder del Partit Unionista Democratic     | Edwin Poots és triat líder del Partit Unionista Democratic     | Edwin Poots és triat líder del Partit Unionista Democratic     | Edwin Poots és triat líder del Partit Unionista Democratic     | Edwin Poots és triat líder del Partit Unionista Democratic     | Edwin Poots és triat líder del Partit Unionista Democratic     | Edwin Poots és triat líder del Partit Unionista Democratic     | Edwin Poots és triat líder del Partit Unionista Democratic     | Edwin Poots és triat líder del Partit Unionista Democratic     |       |      |      |      |      |      |
| 22 a 25 juny 2021        | LucidTalk                                                      | Belfast Telegraph                                              | 2.295                                                          | 19%                                                            | 24%                                                            | 12%                                                            | 13%                                                            | 18%                                                            | 10%                                                            | 2%                                                             | 1%                                                             | 0%                                                             | 1%                                                             |       |      |      |      |      |      |
| 2 a 5 octubre 2021       | LucidTalk                                                      | Belfast Telegraph                                              | 1.961                                                          | 23%                                                            | 24%                                                            | 12%                                                            | 13%                                                            | 16%                                                            | 6%                                                             | 3%                                                             | 2%                                                             | 0%                                                             | 1%                                                             |       |      |      |      |      |      |
| 21 gener 2020            | El Regne Unit abandona la UE                                   | El Regne Unit abandona la UE                                   | El Regne Unit abandona la UE                                   | El Regne Unit abandona la UE                                   | El Regne Unit abandona la UE                                   | El Regne Unit abandona la UE                                   | El Regne Unit abandona la UE                                   | El Regne Unit abandona la UE                                   | El Regne Unit abandona la UE                                   | El Regne Unit abandona la UE                                   | El Regne Unit abandona la UE                                   | El Regne Unit abandona la UE                                   | El Regne Unit abandona la UE                                   |       |      |      |      |      |      |
| 11 gener 2021            | L'Executiu es restableix                                       | L'Executiu es restableix                                       | L'Executiu es restableix                                       | L'Executiu es restableix                                       | L'Executiu es restableix                                       | L'Executiu es restableix                                       | L'Executiu es restableix                                       | L'Executiu es restableix                                       | L'Executiu es restableix                                       | L'Executiu es restableix                                       | L'Executiu es restableix                                       | L'Executiu es restableix                                       | L'Executiu es restableix                                       |       |      |      |      |      |      |
| 12 desembre 2019         | Eleccions generals del Regne Unit                              | Eleccions generals del Regne Unit                              | Eleccions generals del Regne Unit                              | Eleccions generals del Regne Unit                              | Eleccions generals del Regne Unit                              | Eleccions generals del Regne Unit                              | Eleccions generals del Regne Unit                              | Eleccions generals del Regne Unit                              | Eleccions generals del Regne Unit                              | Eleccions generals del Regne Unit                              | Eleccions generals del Regne Unit                              | Eleccions generals del Regne Unit                              | Eleccions generals del Regne Unit                              |       |      |      |      |      |      |
| 9 novembre 2019          | Steve Aiken esdevé líder del Partit Unionista de l'Ulster      | Steve Aiken esdevé líder del Partit Unionista de l'Ulster      | Steve Aiken esdevé líder del Partit Unionista de l'Ulster      | Steve Aiken esdevé líder del Partit Unionista de l'Ulster      | Steve Aiken esdevé líder del Partit Unionista de l'Ulster      | Steve Aiken esdevé líder del Partit Unionista de l'Ulster      | Steve Aiken esdevé líder del Partit Unionista de l'Ulster      | Steve Aiken esdevé líder del Partit Unionista de l'Ulster      | Steve Aiken esdevé líder del Partit Unionista de l'Ulster      | Steve Aiken esdevé líder del Partit Unionista de l'Ulster      | Steve Aiken esdevé líder del Partit Unionista de l'Ulster      | Steve Aiken esdevé líder del Partit Unionista de l'Ulster      | Steve Aiken esdevé líder del Partit Unionista de l'Ulster      |       |      |      |      |      |      |
| 23 maig 2019             | Eleccions al Parlament Europeu                                 | Eleccions al Parlament Europeu                                 | Eleccions al Parlament Europeu                                 | Eleccions al Parlament Europeu                                 | Eleccions al Parlament Europeu                                 | Eleccions al Parlament Europeu                                 | Eleccions al Parlament Europeu                                 | Eleccions al Parlament Europeu                                 | Eleccions al Parlament Europeu                                 | Eleccions al Parlament Europeu                                 | Eleccions al Parlament Europeu                                 | Eleccions al Parlament Europeu                                 | Eleccions al Parlament Europeu                                 |       |      |      |      |      |      |
| 2 maig 2019              | Eleccions locals                                               | Eleccions locals                                               | Eleccions locals                                               | Eleccions locals                                               | Eleccions locals                                               | Eleccions locals                                               | Eleccions locals                                               | Eleccions locals                                               | Eleccions locals                                               | Eleccions locals                                               | Eleccions locals                                               | Eleccions locals                                               | Eleccions locals                                               |       |      |      |      |      |      |
| 23 a 26 febrer 2018      | LucidTalk                                                      | Northern Slant                                                 | 2.079                                                          | 33,6%                                                          | 32,4%                                                          | 10,3%                                                          | 8,6%                                                           | 8,0%                                                           | 2,3%                                                           | 1,9%                                                           | 1,7%                                                           | –                                                              | 1,7%                                                           |       |      |      |      |      |      |
| 1 a 4 desembre 2017      | LucidTalk                                                      | GUE/NGL                                                        | 2.079                                                          | 33,7%                                                          | 32,8%                                                          | 8,9%                                                           | 8,6%                                                           | 7,9%                                                           | 1,1%                                                           | 2,2%                                                           | 1,1%                                                           | –                                                              | 3,7%                                                           |       |      |      |      |      |      |
| 8 a 11 setembre 2017     | LucidTalk                                                      | N/A                                                            | 2.080                                                          | 35,5%                                                          | 31,2%                                                          | 9,6%                                                           | 9,4%                                                           | 8,6%                                                           | 1,3%                                                           | 1,7%                                                           | 1,5%                                                           | –                                                              | 1,3%                                                           |       |      |      |      |      |      |
| 2 març 2017              | Eleccions 2017                                                 | –                                                              | –                                                              | 28,1%                                                          | 27,9%                                                          | 12,9%                                                          | 11,9%                                                          | 9,1%                                                           | 2,6%                                                           | 2,3%                                                           | 1,8%                                                           | –                                                              | 3,6%                                                           |       |      |      |      |      |      |

## Resultats

Mapa del resultat de les eleccions

Els vots es comptaren entre el 6 i el 7 de maig. Sinn Féin esdevingué el partit més gran, sent la primera vegada que un partit nancionalista era el que guanyava més escons en unes eleccions en Irlanda del Nord, i que tenia, per tant, el dret a nominar un Primer Ministre nacionalista per primera vegada. Com el govern d'Irlanda del Nord està basat en la coalició obligatòria, així doncs, el DUP (com a segon partit més gran) ha de nominar a un Viceprimer ministre perquè l'executiu es puga formar, no obstant això, declararen que no ho farien fins que se solucionaren els seus problemes amb el Protocol d'Irlanda del Nord.
El DUP caigué 7 punts percentuals en percentatge de vot i va perdre 3 escons, encara que les forces unionistes es mantingueren per davant dels nacionalistes amb 2 escons d'avantatge (37 enfront de 35) i aconseguiren, amb prou feines, un major percentatge de vot. Això sí, cal tindre en compte que People Before Profit, que mantingué un escó en l'Assemblea, està a favor de la unitat d'Irlanda encara que oficialment es consideren com a socialistes en el registre electoral, el seu programa electoral defén una Irlanda socialista dels 32 comtats. L'Aliança aconseguí el seu màxim en percentatge de vot en unes eleccions a l'Assemblea, i esdevingué la tercera força en el parlament. Superà al UUP (pergué un escó) i el SDLP (que en pergué 4), ambdós es marcaren el rècord a la baixa en percentatge de vot. El TUV va créixer 5 punts percentuals i marcà el seu rècord en vot però sense traduir-ho en cap escó nou. Els Verds pergueren ambdós dels seus escons i es quedaren fora de l'Assemblea per primera vegada des de les eleccions de 2003.
| Partit | Partit              | Vots    | Vots        | Vots  | Escons | Escons |
| Partit | Partit              | Total   | Percentatge | Canvi | Total  | Canvi  |
| ------ | ------------------- | ------- | ----------- | ----- | ------ | ------ |
|        | SF                  | 250.388 | 29,02       | ▲1,1  | 27     | =      |
|        | DUP                 | 184.002 | 21,33       | ▼6,7  | 25     | ▼3     |
|        | AP                  | 116.681 | 13,53       | ▲4,5  | 17     | ▲9     |
|        | UUP                 | 96.390  | 11,17       | ▼1,7  | 9      | ▼1     |
|        | SDLP                | 78.237  | 9,07        | ▼2,9  | 8      | ▼4     |
|        | TUV                 | 65.788  | 7,63        | ▲5    | 1      | =      |
|        | Verds               | 16.433  | 1,9         | ▼0,5  | 0      | ▼2     |
|        | Aontú               | 12.777  | 1,48        | Nou   | 0      | Nou    |
|        | PBP                 | 9.798   | 1,14        | ▼0,6  | 1      | =      |
|        | PUP                 | 2.665   | 0,31        | ▼0,4  | 0      | =      |
|        | IRSP                | 1.869   | 0,22        | Nou   | 0      | Nou    |
|        | WP                  | 839     | 0,10        | ▼0,1  | 0      | =      |
|        | Laboristes          | 602     | 0,07        | ▼0,3  | 0      | =      |
|        | SP                  | 524     | 0,06        | Nou   | 0      | Nou    |
|        | Conservadors        | 254     | 0,03        | ▼0,3  | 0      | =      |
|        | Heritage Party (UK) | 128     | 0,01        | Nou   | 0      | Nou    |
|        | Resume Party        | 13      | 0           | Nou   | 0      | Nou    |
|        | Independents        | 25.315  | 2,93        | ▲1,1  | 2      | ▲1     |
|        | Total               | 862.703 | 100,00      | -     | 90     | -      |

|                                 | Total     | Percentatge |
| Vots vàlids                     | 862.703   | 98,73       |
| Vots invàlids/blancs            | 11.078    | 1,27        |
| Vots totals                     | 873.781   | 100.00      |
| Votants registrats/participació | 1.373.731 | 63,61       |

### Distribució dels escons entre les circumscripcions
La primera columna indica el partit que guanyà les eleccions en la corresponent circumscripció en les eleccions generals del Regne Unit del 2019, que funcionen sota el mètode majoritari.
| Guanyador en les eleccions de 2019 | Guanyador en les eleccions de 2019 | Circumscripció           | Repartiment d'escons en les eleccions de 2022 | Repartiment d'escons en les eleccions de 2022 | Repartiment d'escons en les eleccions de 2022 | Repartiment d'escons en les eleccions de 2022 | Repartiment d'escons en les eleccions de 2022 | Repartiment d'escons en les eleccions de 2022 | Repartiment d'escons en les eleccions de 2022 | Repartiment d'escons en les eleccions de 2022 | Repartiment d'escons en les eleccions de 2022 | Repartiment d'escons en les eleccions de 2022 |
| Guanyador en les eleccions de 2019 | Guanyador en les eleccions de 2019 | Circumscripció           | Total                                         |                                               |                                               |                                               |                                               |                                               |                                               |                                               |                                               |                                               |
| Guanyador en les eleccions de 2019 | Guanyador en les eleccions de 2019 | Circumscripció           | Total                                         | PBP                                           | Verds                                         | SF                                            | SDLP                                          | APNi                                          | UUP                                           | DUP                                           | TUV                                           | Ind                                           |
| ---------------------------------- | ---------------------------------- | ------------------------ | --------------------------------------------- | --------------------------------------------- | --------------------------------------------- | --------------------------------------------- | --------------------------------------------- | --------------------------------------------- | --------------------------------------------- | --------------------------------------------- | --------------------------------------------- | --------------------------------------------- |
|                                    | DUP                                | North Antrim             | 5                                             | -                                             | -                                             | 1                                             | -                                             | 1 (▲1)                                        | 1                                             | 1(▼1)                                         | 1                                             | -                                             |
|                                    | DUP                                | East Antrim              | 5                                             | -                                             | -                                             | -                                             | -                                             | 2 (▲1)                                        | 1 (▼1)                                        | 2                                             | -                                             | -                                             |
|                                    | DUP                                | South Antrim             | 5                                             | -                                             | -                                             | 1                                             | -                                             | 1                                             | 1                                             | 2                                             | -                                             | -                                             |
|                                    | Sinn Féin                          | Belfast North            | 5                                             | -                                             | -                                             | 2                                             | - (▼1)                                        | 1 (▲1)                                        | -                                             | 2                                             | -                                             | -                                             |
|                                    | Sinn Féin                          | Belfast West             | 5                                             | 1                                             | -                                             | 4                                             | -                                             | -                                             | -                                             | -                                             | -                                             | -                                             |
|                                    | SDLP                               | Belfast South            | 5                                             | -                                             | - (▼1)                                        | 1                                             | 1                                             | 2 (▲1)                                        | -                                             | 1                                             | -                                             | -                                             |
|                                    | DUP                                | Belfast East             | 5                                             | -                                             | -                                             | -                                             | -                                             | 2                                             | 1                                             | 2                                             | -                                             | -                                             |
|                                    | Alliance                           | North Down               | 5                                             | -                                             | - (▼1)                                        | -                                             | -                                             | 2 (▲1)                                        | 1                                             | 1(▼1)                                         | -                                             | 1(▲1)                                         |
|                                    | DUP                                | Strangford               | 5                                             | -                                             | -                                             | -                                             | -                                             | 2 (▲1)                                        | 1                                             | 2(▼1)                                         | -                                             | -                                             |
|                                    | DUP                                | Lagan Valley             | 5                                             | -                                             | -                                             | -                                             | - (▼1)                                        | 2 (▲1)                                        | 1                                             | 2                                             | -                                             | -                                             |
|                                    | DUP                                | Upper Bann               | 5                                             | -                                             | -                                             | 1                                             | 1 (▼1)                                        | 1(▲ 1)                                        | 1                                             | 2                                             | -                                             | -                                             |
|                                    | Sinn Féin                          | South Down               | 5                                             | -                                             | -                                             | 2                                             | 2 (▼1)                                        | 1 (▲1)                                        | -                                             | 1                                             | -                                             | -                                             |
|                                    | Sinn Féin                          | Newry and Armagh         | 5                                             | -                                             | -                                             | 3                                             | -                                             | -                                             | 1                                             | 1                                             | -                                             | -                                             |
|                                    | Sinn Féin                          | Fermanagh & South Tyrone | 5                                             | -                                             | -                                             | 3                                             | -                                             | -                                             | -                                             | 1                                             | -                                             | -                                             |
|                                    | Sinn Féin                          | West Tyrone              | 5                                             | -                                             | -                                             | 3                                             | 1                                             | -                                             | -                                             | 1                                             | -                                             | -                                             |
|                                    | Sinn Féin                          | Mid Ulster               | 5                                             | -                                             | -                                             | 3                                             | 1                                             | -                                             | -                                             | 1                                             | -                                             | -                                             |
|                                    | SDLP                               | Foyle                    | 5                                             | -                                             | -                                             | 2                                             | 2                                             | -                                             | -                                             | 1                                             | -                                             | -                                             |
|                                    | DUP                                | East Londonderry         | 5                                             | -                                             | -                                             | 1                                             | 1                                             | -                                             | -                                             | 2                                             | -                                             | 1                                             |
| Total                              | Total                              | Total                    | 90                                            | 1                                             | 0                                             | 27                                            | 8                                             | 17                                            | 9                                             | 25                                            | 1                                             | 2                                             |
| Canvis respecte 2017               | Canvis respecte 2017               | Canvis respecte 2017     | =                                             | =                                             | ▼2                                            | =                                             | ▼4                                            | ▲ 9                                           | ▼1                                            | ▼3                                            | =                                             | ▲ 1                                           |

### Percentatge de les primeres preferències.
Els totals consisteixen en la suma de tots els vots vàlids en cada circumscripció, i els percentatges estan basats en aquests totals. La participació, en l'última columna, està basada en els vots emesos. Entre aquests trobem els vots invàlids, que representen entre un 0,1 punts percentuals i 2 punts percentuals de tot el percentatge de participació.
| Guanyador en les eleccions de 2019 | Guanyador en les eleccions de 2019 | Percentatge de vot   | Circumscripció           | Resultats de les eleccions de 2022 | Resultats de les eleccions de 2022 | Resultats de les eleccions de 2022 | Resultats de les eleccions de 2022 | Resultats de les eleccions de 2022 | Resultats de les eleccions de 2022 | Resultats de les eleccions de 2022 | Resultats de les eleccions de 2022 | Resultats de les eleccions de 2022 | Resultats de les eleccions de 2022 | Resultats de les eleccions de 2022 | Resultats de les eleccions de 2022 | Resultats de les eleccions de 2022 | Resultats de les eleccions de 2022 |
| Guanyador en les eleccions de 2019 | Guanyador en les eleccions de 2019 | Percentatge de vot   | Circumscripció           |                                    |                                    |                                    |                                    |                                    |                                    |                                    |                                    |                                    |                                    |                                    | Vots totals                        | Electorat                          | Participació                       |
| Guanyador en les eleccions de 2019 | Guanyador en les eleccions de 2019 | Percentatge de vot   | Circumscripció           | PBP                                | Aontú                              | Verds                              | SF                                 | SDLP                               | APNi                               | UUP                                | DUP                                | TUV                                | Ind                                | Altres                             | Vots totals                        | Electorat                          | Participació                       |
| ---------------------------------- | ---------------------------------- | -------------------- | ------------------------ | ---------------------------------- | ---------------------------------- | ---------------------------------- | ---------------------------------- | ---------------------------------- | ---------------------------------- | ---------------------------------- | ---------------------------------- | ---------------------------------- | ---------------------------------- | ---------------------------------- | ---------------------------------- | ---------------------------------- | ---------------------------------- |
|                                    | DUP                                | 47,4%                | North Antrim             | -                                  | -                                  | 0,7                                | 18,5                               | 3,8                                | 9,5                                | 20,5                               | 25,7                               | 21,3                               | 0,1                                |                                    | 51.220                             | 81.935                             | 62,5%                              |
|                                    | DUP                                | 45,3%                | East Antrim              | -                                  | -                                  | 1,9                                | 9,1                                | 3                                  | 23,1                               | 24,2                               | 29,6                               | 9,1                                | -                                  |                                    | 40.693                             | 67.699                             | 60,1%                              |
|                                    | DUP                                | 35,3%                | South Antrim             | 0,6                                | 1,4                                | 1,2                                | 20,1                               | 6,9                                | 16,0                               | 17,9                               | 25,9                               | 9,6                                | 0,6                                |                                    | 46.195                             | 76.950                             | 60,0%                              |
|                                    | Sinn Féin                          | 47,1%                | Belfast North            | 2,3                                | 1,4                                | 3,1                                | 35,5                               | 7,8                                | 9,5                                | 5,7                                | 24,3                               | 7,3                                | 1,1                                | 2,0                                | 46.796                             | 75.801                             | 61,7%                              |
|                                    | Sinn Féin                          | 53,8%                | Belfast West             | 7,5                                | 4,0                                | 0,7                                | 63,7                               | 5,8                                | 2,1                                | 1,1                                | 9,5                                | 1,8                                | 0,8                                | 3,0                                | 44.440                             | 68.727                             | 64,7%                              |
|                                    | SDLP                               | 57,2%                | Belfast South            | 1,3                                | 1,7                                | 8,7                                | 20,3                               | 15,8                               | 24,9                               | 6,5                                | 15,4                               | 4,1                                | 0,2                                | 1,1                                | 47.306                             | 73.497                             | 64,4%                              |
|                                    | DUP                                | 49,2%                | Belfast East             | 1,2                                | -                                  | 5,3                                | 3,2                                | 1,1                                | 32,4                               | 15,2                               | 31,1                               | 7,1                                | -                                  | 2,4                                | 43.840                             | 70.123                             | 62,5%                              |
|                                    | Alliance                           | 45,2%                | North Down               | -                                  | -                                  | 6,6                                | 1,7                                | 1,7                                | 28,9                               | 12,4                               | 19,9                               | 3,8                                | 24,5                               | 0,6                                | 42.198                             | 70.176                             | 60,1%                              |
|                                    | DUP                                | 47,2%                | Strangford               | -                                  | -                                  | 2,0                                | 3,9                                | 6                                  | 24,1                               | 15,2                               | 33,8                               | 12,7                               | 0,3                                |                                    | 41.345                             | 70.775                             | 58,4%                              |
|                                    | DUP                                | 43,1%                | Lagan Valley             | 0,5                                | -                                  | 1,3                                | 5,3                                | 6,3                                | 24,3                               | 19,3                               | 34,7                               | 6,8                                | 1,4                                |                                    | 51.543                             | 81.562                             | 63,2%                              |
|                                    | DUP                                | 41,0%                | Upper Bann               | -                                  | 1,0                                | 0,8                                | 29,4                               | 6,5                                | 11,5                               | 15,3                               | 27,5                               | 8,4                                | -                                  | 0,2                                | 56.954                             | 91.149                             | 62,5%                              |
|                                    | Sinn Féin                          | 32,4%                | South Down               | -                                  | 1,0                                | 0,8                                | 44,3                               | 16,5                               | 12,6                               | 5,2                                | 11,8                               | 6                                  | 0,2                                |                                    | 55.631                             | 84.046                             | 66,2%                              |
|                                    | Sinn Féin                          | 40,0%                | Newry and Armagh         | -                                  | 2,0                                | 0,5                                | 47,0                               | 10,6                               | 5,7                                | 6,6                                | 12,9                               | 9,2                                | 5,4                                | 0,3                                | 59.693                             | 87.156                             | 68,5%                              |
|                                    | Sinn Féin                          | 43,3%                | Fermanagh & South Tyrone | 0,2                                | 1,7                                | 0,6                                | 44,7                               | 7,1                                | 5,3                                | 15,5                               | 17,7                               | 5,8                                | 0,7                                | 1,1                                | 54.560                             | 78.963                             | 69,1%                              |
|                                    | Sinn Féin                          | 40,2%                | West Tyrone              | 0,8                                | 1,4                                | 0,6                                | 47,0                               | 11,9                               | 6,5                                | 4,1                                | 14,4                               | 9,1                                | 3,9                                | 0,4                                | 46.629                             | 69.702                             | 66,9%                              |
|                                    | Sinn Féin                          | 45,9%                | Mid Ulster               | 0,4                                | 2,5                                | 0,3                                | 52,7                               | 10                                 | 4,1                                | 4,2                                | 16,5                               | 7,4                                | 1,7                                | 0,2                                | 52.274                             | 75.168                             | 69,5%                              |
|                                    | SDLP                               | 57,0%                | Foyle                    | 5,6                                | 4,3                                | 0,5                                | 32,8                               | 30,8                               | 4,7                                | 8                                  | 8,8                                | 1,1                                | 1,8                                | 1,6                                | 47.674                             | 77.343                             | 61,6%                              |
|                                    | DUP                                | 40,1%                | East Londonderry         | 0,8                                | 2,5                                | 0,8                                | 25,6                               | 8,3                                | 7,5                                | 5,9                                | 26,9                               | 6,7                                | 13                                 | 2,1                                | 44.796                             | 72.959                             | 61,4%                              |
| Total                              | Total                              | Total                | Total                    | 1,1                                | 1,5                                | 1,9                                | 29                                 | 9,1                                | 13,5                               | 11,2                               | 21,3                               | 7,6                                | 2,9                                | 0,8                                | 873.781                            | 1.373.731                          | 63,6%                              |
| Canvis respecte 2017               | Canvis respecte 2017               | Canvis respecte 2017 | Canvis respecte 2017     | ▼0,7                               | ▲ 1,5                              | ▼0,4                               | ▲ 1,1                              | ▼2,8                               | ▲ 4,4                              | ▼1,7                               | ▼6,8                               | ▲ 5,0                              | ▲ 1,1                              | ▼1                                 | ▲ 60.998                           | ▲ 119.022                          | ▼1,2                               |

## Situació posterior
Poc després que s'anunciaren els resultats finals, O'Neill digué: “Avui s'obre la porta a una nova era. Independentment dels meus orígens religiós, polític i social, el meu compromís és fer que la política funcione”. Donaldson declarà que l'Executiu no es reuniria fins que s'eliminara el Protocol d'Irlanda del Nord. Més tard anuncià que no arreplegaria l'acta del seu escó, i que el DUP no nominaria un president de la cambra fins que el govern del Regne Unit prenguera una “acció decisiva”.
El SDLP respongué acusant el DUP de menysprear els votants i de provocar que el procés electoral es vegera com una broma pesada. Naomi Long, líder d'Aliança, fou que els assemblearis del DUP no haurien de poder demanar el seu salari mentre boicotejaven el funcionament de la cambra. Aquests desacords continuaren la crisi política prèvia a les eleccions, i obligaren al Primer Ministre Boris Johnson a visitar Irlanda del Nord per a discutir esmenes al Protocol d'Irlanda del Nord.